# Hebius inas
Hebius inas är en ormart som beskrevs av Laidlaw 1901. Hebius inas ingår i släktet Hebius och familjen snokar. IUCN kategoriserar arten globalt som livskraftig. Inga underarter finns listade i Catalogue of Life.
Arten har två från varandra skilda populationer, en på södra Malackahalvön och den andra på södra Sumatra. Denna orm vistas i bergstrakter mellan 1000 och 1500 meter över havet. Troligtvis lever Hebius inas i fuktiga bergsskogar. Andra arter av samma släkte håller sig nära vattenansamlingar. Honor lägger ägg.